# Matías Duffard
Matías Duffard (n. Las Piedras, Uruguay, 27 de abril de 1989) es un futbolista uruguayo nacionalizado ecuatoriano que juega de mediocampista y su actual equipo es el Juventud de Las Piedras de la Primera División de Uruguay.

## Trayectoria
En el 2017 es contratado por el Delfín Sporting Club, de la Serie A ecuatoriana. Allí disputa 41 partidos durante ese campeonato, que fue el mejor de la historia del club cetáceo, logrando el vicecampeonato al caer derrotados en la final ante Emelec.
En el 2018 militó en el club Oriente Petrolero de la Primera División de Bolivia.

## Clubes
| Club                    | País     | Año           |
| ----------------------- | -------- | ------------- |
| Plaza Colonia           | Uruguay  | 2010 - 2013   |
| Huracán FC              | Uruguay  | 2013          |
| Juventud Las Piedras    | Uruguay  | 2014 - 2016   |
| Delfín                  | Ecuador  | 2017          |
| CA Cerro                | Uruguay  | 2018          |
| Oriente Petrolero       | Bolivia  | 2018          |
| Aucas                   | Ecuador  | 2019          |
| Guayaquil City          | Ecuador  | 2020          |
| Macará                  | Ecuador  | 2021          |
| Resistencia SC          | Paraguay | 2022          |
| Juventud de Las Piedras | Uruguay  | 2023-presente |

## Participaciones internacionales
| Torneo                 | Club     | Resultado    |
| ---------------------- | -------- | ------------ |
| Copa Sudamericana 2015 | Juventud | Segunda Fase |

## Estadísticas
| Club                    | Temporada   | Liga  | Liga  | Copa Nacional | Copa Nacional | Copa Internacional | Copa Internacional | Total | Total |
| Club                    | Temporada   | Part. | Goles | Part.         | Goles         | Part.              | Goles              | Part. | Goles |
| ----------------------- | ----------- | ----- | ----- | ------------- | ------------- | ------------------ | ------------------ | ----- | ----- |
| Plaza Colonia · Uruguay | 2011 / 2012 | 22    | 1     | -             | -             | -                  | -                  | 22    | 1     |
| Plaza Colonia · Uruguay | 2012 / 2013 | 26    | 1     | -             | -             | -                  | -                  | 26    | 1     |
| Total                   | Total       | 48    | 2     | -             | -             | -                  | -                  | 48    | 2     |
| Huracán FC · Uruguay    | 2013        | 14    | 2     | -             | -             | -                  | -                  | 14    | 2     |
| Total                   | Total       | 14    | 2     | -             | -             | -                  | -                  | 14    | 2     |
| Juventud · Uruguay      | 2014        | 5     | 0     | -             | -             | -                  | -                  | 5     | 0     |
| Juventud · Uruguay      | 2014 / 2015 | 22    | 1     | -             | -             | -                  | -                  | 22    | 1     |
| Juventud · Uruguay      | 2015 / 2016 | 27    | 1     | -             | -             | 4                  | 1                  | 31    | 2     |
| Total                   | Total       | 49    | 2     | -             | -             | 4                  | 1                  | 53    | 3     |
| Delfín SC · Ecuador     | 2017        | 24    | 0     | 0             | 0             | 0                  | 0                  | 24    | 0     |
| Total                   | Total       | 24    | 0     | -             | -             | -                  | -                  | 24    | 0     |
| Macará · Ecuador        | 2021        | 0     | 0     | 0             | 0             | 0                  | 0                  | 0     | 0     |
| Total                   | Total       | 0     | 0     | 0             | 0             | 0                  | 0                  | 0     | 0     |
| Total                   | Total       | 111   | 6     | -             | -             | 4                  | 1                  | 115   | 7     |